# Gorxheimertal
Gorxheimertal este o comună din landul Hessa, Germania.